# Nemoria nigrisquama
Nemoria nigrisquama är en fjärilsart som beskrevs av Paul Dognin 1904. Nemoria nigrisquama ingår i släktet Nemoria och familjen mätare. Inga underarter finns listade i Catalogue of Life.